# Eleccions al Parlament Europeu de 2019 (Luxemburg)
Les Eleccions al Parlament Europeu de 2019 es van celebrar el 26 de maig per escollir als 6 representants de la delegació de Luxemburg al Parlament Europeu. Per primera vegada des de 1979, el Partit Popular Social Cristià perdria la primera posició a favor del Partit Democràtic per escassos 4.000 vots, empatant amb dos eurodiputats cadascú.

## Resultats
| Llista | Llista                                            | Grup      | Vots      | %     | Escons | +/- |
| ------ | ------------------------------------------------- | --------- | --------- | ----- | ------ | --- |
|        | Partit Democràtic (DP)                            | ALDE      | 269.259   | 21,43 | 2 / 6  | 1   |
|        | Partit Popular Social Cristià (CSV)               | PPE       | 265.105   | 21,10 | 2 / 6  | 1   |
|        | Els Verds (Déi Gréng)                             | Verds/ALE | 237.615   | 18,91 | 1 / 6  | =   |
|        | Partit Socialista dels Treballadors (LSAP)        | S&D       | 153.396   | 12,21 | 1 / 6  | =   |
|        | Partit Reformista d'Alternativa Democràtica (ADR) | -         | 126.084   | 10,03 | -      | =   |
|        | Partit Pirata de Luxemburg (PP)                   | -         | 96.830    | 7,71  | -      | =   |
|        | L'Esquerra (Déi Lénk)                             | -         | 60.812    | 4,84  | -      | =   |
|        | Volt                                              | -         | 26.528    | 2,11  | -      | Nou |
|        | Partit Comunista de Luxemburg (KPL)               | -         | 14.334    | 1,14  | -      | =   |
|        | Els Conservadors                                  | -         | 6.661     | 0,53  | -      | Nou |
| Total  | Total                                             | Total     | 1 256 624 |       | 6      |     |